# Stephen Howard
Stephen Christopher Howard (Dallas, 15 luglio 1970) è un ex cestista statunitense, professionista nella NBA e in Europa.

## Carriera
Ala grande, dopo aver giocato a livello liceale per la Bishop Lynch High School di Dallas, Texas è passato alla DePaul University dove ha militato per quattro anni. Finita la carriera NCAA non è stato scelto dalla NBA.
Ha giocato anche quattro spezzoni di stagione nella NBA, senza però mai riuscire a mettere a referto numeri significativi. Migliore la sua carriera europea, iniziata nel 1993-94 con la Pallacanestro Trapani in A2, dove fu tagliato a metà stagione.
Nell'anno a Pistoia mise a segno più di 21 punti di media, mentre tenne una media 17 punti con l'Unicaja Malaga. Con l'Efes Pilsen ha vinto la coppa nazionale turca.

## Statistiche

### College
| Anno      | Squadra          | PG  | PT | MP   | TC%  | 3P%  | TL%  | RP  | AP  | PRP | SP  | PP   |
| --------- | ---------------- | --- | -- | ---- | ---- | ---- | ---- | --- | --- | --- | --- | ---- |
| 1988-1989 | DePaul B. Demons | 33  | 22 | 21,1 | 47,0 | -    | 74,4 | 4,9 | 1,3 | 0,8 | 0,5 | 7,5  |
| 1989-1990 | DePaul B. Demons | 35  | -  | 29,7 | 46,1 | 0,0  | 78,1 | 8,1 | 1,5 | 1,1 | 0,7 | 14,4 |
| 1990-1991 | DePaul B. Demons | 29  | -  | 26,8 | 51,9 | 33,3 | 72,4 | 6,3 | 1,5 | 1,1 | 0,4 | 15,3 |
| 1991-1992 | DePaul B. Demons | 29  | 26 | 29,7 | 50,9 | 38,5 | 77,0 | 8,7 | 1,2 | 1,0 | 0,5 | 17,1 |
| Carriera  | Carriera         | 126 | 48 | 26,8 | 49,0 | 33,9 | 75,8 | 7,0 | 1,4 | 1,0 | 0,5 | 13,4 |

### NBA

#### Regular Season
| Anno      | Squadra           | PG  | PT | MP  | TC%  | 3P% | TL%  | RP  | AP  | PRP | SP  | PP  |
| --------- | ----------------- | --- | -- | --- | ---- | --- | ---- | --- | --- | --- | --- | --- |
| 1992-1993 | Utah Jazz         | 49  | 0  | 5,3 | 37,6 | -   | 64,2 | 1,2 | 0,2 | 0,3 | 0,2 | 2,1 |
| 1993-1994 | Utah Jazz         | 9   | 0  | 5,9 | 58,8 | -   | 68,8 | 1,8 | 0,1 | 0,1 | 0,3 | 3,4 |
| 1996-1997 | San Antonio Spurs | 7   | 0  | 9,9 | 58,3 | -   | 85,7 | 1,3 | 0,1 | 1,1 | 0,3 | 3,7 |
| 1996-1997 | Utah Jazz         | 42  | 0  | 8,3 | 57,3 | -   | 59,7 | 1,8 | 0,2 | 0,3 | 0,2 | 3,6 |
| 1997-1998 | Seattle S.Sonics  | 13  | 0  | 4,1 | 38,1 | -   | 50,0 | 0,9 | 0,2 | 0,2 | 0,1 | 1,9 |
| Carriera  | Carriera          | 120 | 0  | 6,5 | 48,1 | -   | 63,1 | 1,4 | 0,2 | 0,3 | 0,2 | 2,8 |

#### Playoffs
| Anno     | Squadra   | PG | PT | MP  | TC%  | 3P% | TL%  | RP  | AP  | PRP | SP  | PP  |
| -------- | --------- | -- | -- | --- | ---- | --- | ---- | --- | --- | --- | --- | --- |
| 1994     | Utah Jazz | 10 | 0  | 2,7 | 27,3 | -   | 72,7 | 1,0 | 0,0 | 0,0 | 0,0 | 1,4 |
| 1997     | Utah Jazz | 5  | 0  | 2,6 | 50,0 | -   | 75,0 | 0,2 | 0,0 | 0,2 | 0,0 | 1,8 |
| Carriera | Carriera  | 15 | 0  | 2,7 | 35,3 | -   | 73,3 | 0,7 | 0,0 | 0,1 | 0,0 | 1,5 |